# Edgware Road (stanice metra v Londýně)
Edgware Road je stanice metra v Londýně, otevřená roku 1863. Nachází se na těchto linkách :
- Circle Line (mezi stanicemi Paddington a Baker Street nebo zde tato linka končí)
- Hammersmith & City line (mezi stanicemi Paddington a Baker Street)
- District Line (zde končí, před touto zastávkou je stanice Paddington)
- Bakerloo Line (mezi stanicemi Paddington a Marylebone).

| Rok  | Počet cestujících |
| ---- | ----------------- |
| 2011 | 5,94 mil          |
| 2012 | 6,31 mil          |
| 2013 | 8,19 mil          |
| 2014 | 7,33 mil          |